# Experimentele glaskunst
Experimentele glaskunst is een stroming in de glaskunst die technische en artistieke vooruitgang in de glaskunst mogelijk maakt. Tot deze stroming worden kunstenaars gerekend die de oude ambachten compleet beheersen en daarnaast nieuwe technieken ontwikkelen door middel van experimenteren. Hierdoor worden de grenzen van de glaskunst steeds verder gelegd. Annemiek Punt wordt gezien als de grondlegger van de hedendaagse experimentele glaskunst in Nederland. Claudia Kuyken wordt gezien als grondlegger van de hedendaagse hedendaagse experimentele glaskunst in België.